# Röstlängd
En röstlängd, eller vallängd, utgör, i samband med omröstningar, en förteckning över alla de som har rösträtt i en viss fråga.
Om de röstande har möjlighet att avge olika antal röster (t.ex. baserat på antalet innehavda aktier vid en bolagsstämma) ska även detta antal (s.k. röstetal) ingå i röstlängden för varje person.
I samband med omröstningar fyller röstlängden flera praktiska betydelser:
1. Varje röstande kan prickas av mot röstlängden, för att säkerställa att ingen obehörig avger någon röst eller att någon med rösträtt avger röster vid flera tidpunkter under en och samma omröstning
2. I samband med rösträkning kan antalet avgivna röster kontrolleras mot det antal som framgår från röstlängden. Denna kontroll förutsätter att varje röstande prickats av på röstlängden.

Vid omröstningar i församlingar där röstande kan komma och gå brukar röstlängden i samband med varje omröstning utgöras av de röstberättigade som var närvarande vid tidpunkten då röstlängden fastställdes (justerades). Röstlängden kan då fastställas löpande i samband med varje omröstning.

## Röstlängder vid svenska val och folkomröstningar
I svenska val och folkomröstningar tas en röstlängd fram 30 dagar innan ett val och innehåller bara de personer med rösträtt i det kommande valet eller omröstningen. Den röstande prickas av på röstlängden, vid en omröstningslokal (vid val, benämnd vallokal), efter att man röstat.
Bestämmelser för röstlängder vid kommunala folkomröstningar återfinns i lag (1994:692) om kommunala folkomröstningar.

## Röstlängder vid stämmor

### Bolagsstämmor i aktiebolag
Reglerna kring röstlängden vid bolagsstämmor i aktiebolag återfinns i aktiebolagslagen. Där anges bl.a. att röstlängden utgörs av en förteckning av alla närvarande aktieägare, ombud och biträden – och att en aktieägare som poströstat ska anses som närvarande. I röstlängden ska också anges hur många aktier och röster varje aktieägare och ombud företräder vid bolagsstämman. Röstlängden ska godkännas av stämman och gäller till dess att stämman beslutar att ändra den.

### Föreningsstämmor i ekonomiska föreningar
Reglerna kring röstlängden vid föreningsstämmor i ekonomiska föreningar återfinns i lagen om ekonomiska föreningar. Reglerna motsvarar de för röstlängder vid bolagsstämmor i aktiebolag.